# Nesillas
Nesillas és un gènere d'ocells de la família dels acrocefàlids (Acrocephalidae).

## Taxonomia
Segons la Classificació del Congrés Ornitològic Internacional (versió 11.1, 2021)aquest gènere conté 6 espècies: 
- Nesillas typica - matoller de Madagascar.
- Nesillas lantzii - matoller de Lantz.
- Nesillas longicaudata - matoller d'Anjouan.
- Nesillas brevicaudata - matoller de Grande Comore.
- Nesillas mariae - matoller de Moheli.
- Nesillas aldabrana - matoller d'Aldabra, extint.